# Genius Project
Genius Project ist eine Projektmanagementsoftware für mittelständische und Großunternehmen zur Optimierung von Unternehmensprozessen wie zum Beispiel Geschäftsprozessoptimierung. Die von der in Luzern ansässigen Cerri.com AG hergestellte Software ist in vier Sprachen erhältlich: Deutsch, Englisch, Französisch und Spanisch.

## Produktvarianten
Genius Project ist in drei Produktvarianten erhältlich:
- Genius Project On-Demand: webbasierte Projektmanagement-Lösung (SaaS)
- Genius Project Enterprise: Hosting vor Ort bei Kunden
- Genius Project for Domino: für Nutzer von IBM Lotus Notes oder IBM Lotus Domino

## Funktionen
Die wichtigsten Funktionen von Genius Project sind:
- Portfoliomanagement
- Projektplanung mit Genius Planner Gantt-Diagramm von Cerri.com durch Java
- Ressourcenmanagement
- Dokumentenmanagement
- Zeit- und Spesenverfolgung
- Kosten- und Budgetverfolgung

## Entstehung von Genius Project
Genius Project ist das erste Projektmanagement-Softwareprodukt der Firma Genius Inside und wurde 1997 in Lausanne, Schweiz geschrieben. Gründer des Unternehmens Genius Inside war Patrice Cerri. 1998 erfolgte eine Zertifizierung durch Ernst & Young als führende Enterprise-Projektmanagement-Software. Im selben Jahr war die Gründung eines Partner-/Verkaufsnetzwerks in der Schweiz und in Frankreich. 1998 wurde das Unternehmen „Lotus Premium Partner“ Lotus Notes. 2001 begann die Einführung der Software auf den deutschen Markt und 2002 auf den nordamerikanischen Markt. Sinn und Zweck der Software ist erleichtertes Projektmanagement für mittelständische und Großunternehmen. Seit 2015 gehört die PM-Software zum Produktportfolio der Cerri.com AG.

## Awards und Bestenlisten
- Bsoco Bronze Award 2016 in der Kategorie ERP
- GetApp 2015 & 2016: Top 25 PPM-Systeme
- Gewinner „Innovationspreis-IT 2014 in der Kategorie On-Demand“
- Nominiert für den Innovationspreis-IT 2014 in der Kategorie ERP[1]
- Bestenliste „Best-of-Innovationspreis-IT 2013“
- Gewinner „Excellence in Commerce Award 2013“
- Gewinner Silver and Excellence Award 2013[2]
- Gewinner des IBM Lotus Awards: Best Mid-Market Solution 2008[3]
- Klassifizierung zweier Produktvarianten unter die Top 10 von Top Ten Reviews 2010[4]
- Gewinner „The Organized Executive 2008 Editors Choice Award“
- Gewinner des IBM CTO Award 2004[5]
- Gelistet bei Computerwoche: Die besten Tools für Lotus Notes[6]